# Elezioni parlamentari in Kirghizistan del 2020
Le elezioni parlamentari in Kirghizistan del 2020 si sono tenute il 4 ottobre per il rinnovo del Consiglio supremo; in seguito allo scoppio di ampie proteste di piazza, l'esito elettorale è stato annullato e sono state indette nuove consultazioni per l'anno successivo.

## Risultati
| Liste                        | Voti      | %     | Seggi |
| ---------------------------- | --------- | ----- | ----- |
| Birimdik                     | 480.322   | 24,90 | 46    |
| Mekenim Kirghizistan         | 466.345   | 24,17 | 45    |
| Kirghizistan                 | 170.578   | 8,84  | 16    |
| Kirghizistan Unito           | 143.014   | 7,41  | 13    |
| Mekençil                     | 134.338   | 6,96  | -     |
| Respublika                   | 113.141   | 5,86  | -     |
| Partito Socialista Ata-Meken | 79.286    | 4,11  | -     |
| Iyman Nuru                   | 65.961    | 3,42  | -     |
| Bir Bol                      | 59.813    | 3,10  | -     |
| Chon Kazat                   | 45.528    | 2,36  | -     |
| Zamandash                    | 42.148    | 2,18  | -     |
| Socialdemocratici            | 41.544    | 2,15  | -     |
| Partito delle Riforme        | 32.282    | 1,67  | -     |
| Unità della Patria           | 12.297    | 0,64  | -     |
| ORDO                         | 4.286     | 0,22  | -     |
| Veterani di Guerra Afghani   | 3.394     | 0,18  | -     |
| Contro tutti                 | 35.027    | 1,82  | -     |
| Totale                       | 1.929.304 |       | 120   |